# Comabbio
Comabbio är en liten kommun i provinsen Varese i västra Lombardiet i Italien. Kommunen hade 1 185 invånare (2018) och gränsar till kommunerna Mercallo, Osmate, Sesto Calende, Ternate, Travedona Monate, Varano Borghi och Vergiate.